# Isabelle Zribi
Pour les articles homonymes, voir Zribi.
 (mai 2020).
Isabelle Zribi, née en 1974 à Paris, est une écrivaine française, également avocate au Conseil d'État et à la Cour de cassation.

## Biographie
De 2002 à 2010, Isabelle Zribi codirige la revue Action restreinte, sous titrée Théories et expériences de la fiction, qu'elle a cofondée avec Mathias Lavin et Aurélie Soulatges.
Elle a contribué aux Cahiers du cinéma, s'intéressant notamment à l'oeuvre d'Emmanuel Mouret ou de Pedro Almodovar.
Elle a proposé des entretiens d'écrivains et d'artistes : elle a recueilli ainsi les propos de Mathieu Riboulet, Frank Venaille ou encore du photographe Smith, avec Charlotte Redler,,,,,,.

### Fictions
- MJ Faust, éditions Comp'Act (devenues L'Act Mem), 2003
- Bienvenue à Bathory, éditions Verticales, 2007
- Tous les soirs de ma vie, éditions Verticales, 2009
- Quand je meurs, achète toi un régime de bananes, Buchet Chastel, coll. "Qui Vive", avril 2014
- La revanche des personnes secondaires, éditions de l'Attente, 2019

### Ouvrages collectifs
- Bones ou la chair peut être parfois instructive, in Écrivains en séries saison 2, Laureli, 2010
- Le Paradit (2) in Suspendu au récit, la question du nihilisme (sld P. Boulanger), Comp'Act, 2006
- Le Paradit, in Autres territoires (sld H. Deluy), Farrago, 2003

## Textes critiques etc
Oeuvres 1 de Guillaume Dustan, Sitaudis, 2013
"Venaille", numéro consacré à Franck Venaille, revue Europe, 2007
"Florence Pazzottu, la place du sujet", Douze poètes, éditions prétexte, 2006
"Qu'est-ce qu'un bon ou un mauvais texte", Moebius, hiver 2004